# سباستيان آرنستو
سباستيان آرنستو (بالإنجليزية: Sebastian Armesto)‏ هو ممثل بريطاني، ولد في 3 يونيو 1982 بإنجلترا في المملكة المتحدة.

## أعمال

### أفلام
- (2006) ماري أنطوانيت[4]
- (2011) أنونيموس[5]
- (2011)  في بحار غريبة
- (2015)  القوة تنهض[6]
- (2016) حمى التوليب[7]

### المسلسلات
- ملعون (2020)

## وصلات خارجية
- سباستيان آرنستو على موقع IMDb (الإنجليزية)
- سباستيان آرنستو على موقع ألو سيني (الفرنسية)
- سباستيان آرنستو على موقع أول موفي (الإنجليزية)
- سباستيان آرنستو على موقع قاعدة بيانات الأفلام السويدية (السويدية)
- سباستيان آرنستو على موقع قاعدة بيانات الفيلم (الإنجليزية)
- سباستيان آرنستو على موقع كينوبويسك (الروسية)